# Vadencourt (Aisne)
Vadencourt település Franciaországban, Aisne megyében. Lakosainak száma 511 fő (2022. január 1.). Vadencourt Aisonville-et-Bernoville, Grougis, Guise, Lesquielles-Saint-Germain, Noyales, Proix, Grand-Verly és Petit-Verly községekkel határos.

## Népesség
A település népessége az elmúlt években az alábbi módon változott:
| Lakosok száma | 709  | 631  | 605  | 618  | 577  | 557  | 540  | 529  | 521  | 511  |
|               | 1975 | 1990 | 1999 | 2011 | 2013 | 2016 | 2017 | 2019 | 2020 | 2022 |